# Tévenon
Tévenon är en kommun i distriktet Jura-Nord vaudois i kantonen Vaud, Schweiz. Kommunen har 865 invånare (2023).
Kommunen bildades 1 juli 2011 genom en sammanslagning av kommunerna Fontanezier, Romairon, Vaugondry och Villars-Burquin.